# Șinteu
Șinteu (słow. Nová Huta) – wieś w Rumunii, w okręgu Bihor, w gminie Șinteu. W 2011 roku liczyła 478 mieszkańców.